# Гштат ам Кимзе
Гштат ам Кимзе (њем. Gstadt am Chiemsee) општина је у њемачкој савезној држави Баварска. Једно је од 46 општинских средишта округа Розенхајм. Према процјени из 2010. у општини је живјело 1.353 становника. Посједује регионалну шифру (AGS) 9187138.

## Географски и демографски подаци
Гштат ам Кимзе се налази у савезној држави Баварска у округу Розенхајм. Општина се налази на надморској висини од 538 метара. Површина општине износи 10,7 km². У самом мјесту је, према процјени из 2010. године, живјело 1.353 становника. Просјечна густина становништва износи 126 становника/km².